# Abacoproeces
Abacoproeces là một chi nhện trong họ Linyphiidae. Chi này được Eugène Louis Simon mô tả lần đầu năm 1884. Tính đến  tháng 5 năm 2021, chi này chứa hai loài là A. molestus và A. saltuum.